# Тогузов, Владимир Таймуразович
Влади́мир Таймура́зович То́гузов (осет. Тогызты Таймуразы фырт Владимир, укр. Володи́мир Таймура́зович То́гузов; род. 31 августа 1966, Потсдам) — советский и украинский борец вольного стиля, двукратный чемпион Европы, бронзовый призёр Летних Олимпийских игр в Сеуле, многократный чемпион СССР и РСФСР. Мастер спорта международного класса по вольной борьбе.

## Биография
Родился 31 августа 1966 года в Потсдаме. С 12 лет начал заниматься борьбой у тренера Артура Каурбековича Базаева. Имел прекрасные физические качества. Перовое своё выступление Владимир провел на молодёжном первенстве РСФСР, затем СССР (1984). В те годы выигрывал все молодёжные соревнования РСФСР и СССР. Позже стал победителем многих международных турниров, чемпион Европы (1991), три раза на чемпионатах Европы становился вторым (1987, 1988, 1989), серебряный и бронзовый призёр чемпионатов мира, бронзовый призёр Летних Олимпийских игр в Сеуле (1988). Победитель чемпионата СНГ в Москве (1992). После распада СССР выступал за Украину. Боролся в весовой категории до 52 кг.

## Спортивные достижения
- Бронзовый призёр Олимпийских игр (1988)
- Чемпион Европы в Штутгарте (1991) и Будапеште (1996)
- Двукратный победитель Кубка мира (1986, 1989)
- Трёхкратный чемпион СССР (1986, 1987, 1988)
- Победитель Игр доброй воли в Москве (1988)
- Чемпион Спартакиады Народов СССР (1991)
- Чемпион СНГ в Москве (1992)